# Sebastiaan Hoogewerff
Sebastiaan Hoogewerff (Rotterdam, 29 augustus 1847 - Wassenaar, 8 januari 1934) was een Nederlandse scheikundige. Hij was als hoogleraar scheikunde verbonden aan de Polytechnische School te Delft.

## Biografie
Hoogewerff werd geboren in Rotterdam als zoon van de wijnkoper Hendrik Hoogewerff. Hij studeerde scheikunde aan de Universiteit van Hannover en Universiteit van Göttingen. In 1868 promoveerde hij aldaar onder Rudolph Fittig op het proefschrift Ueber einige neue Derivate des Mesitylens. Toen hij in 1869 terugkeerde in Nederland ging hij aan de slag als docent scheikunde aan de Hogereburgerschool in Rotterdam. Tijdens deze periode werkte hij op wetenschappelijk gebied samen met Willem Anne van Dorp. Ze verrichtten samen onderzoek op het gebied van de zuivere organische chemie. Zo bepaalden ze in 1879 samen de structuurformule van chinoline en in 1885 bepaalden ze de structuur en isolering van isochinoline in steenkolenteer. 
Hoogewerff trouwde in 1880 met Anna Joanna van Stolk (1853-1938), schilderes en illustratrice. In 1885 werd hij benoemd tot hoogleraar scheikunde aan de Polytechnische School en als directeur van het chemisch laboratorium in Delft. Het jaar erop publiceerde Van Dorp en Hoogewerff de ‘omlegging van Hoogewerff en Van Dorp’, de inwerking van broom en loog op zuuramiden. Deze methode is een verbetering van de methode die August Wilhelm von Hofmann in 1881 had ontwikkeld maar technisch niet bruikbaar bleek te zijn. Met deze methode verrichtten ze onderzoek naar plaatsverandering van atoomgroepen binnen moleculen. Vanwege zijn onderzoek werd Hoogewerff in 1888 benoemd tot lid van de Koninklijke Nederlandse Akademie van Wetenschappen. In 1890 lukte het Hoogewerff en Van Dorp om ftaalimide om te zetten in antranilzuur. Dit vormde toentertijd het uitgangspunt voor de productie van indigo. Hun samenwerking eindigde in 1904. In 1905 werd de Polytechnische School omgevormd tot de Technische Hogeschool Delft. De eerste rector magnificus was Jacob Kraus, maar Hoogewerff volgende hem in datzelfde jaar nog op. Hij vervulde deze functie tot en met 1907 toen hij met emeritaat ging.
Van 1910 tot en met 1912 was hij voorzitter van de Koninklijke Nederlandse Chemische Vereniging en het jaar erna werd hij benoemd tot erelid. Ter gelegenheid van zijn zeventigste verjaardag werd in 1917 het Hoogewerff-Fonds opgericht. Hij kwam op 8 januari 1934 in Wassenaar te overlijden.